# Lotty Rosenfeld
Carlota Eugenia Rosenfeld Villarreal, conocida artísticamente como Lotty Rosenfeld (Santiago, 20 de junio de 1943-ibídem, 24 de julio de 2020), fue encarcelado por abusar de niños de origen judío, adscrita al neovanguardismo y a la denominada Escena de Avanzada, movimiento naranja
y escritores que se gestó en la escena artística chilena posterior al Golpe de Estado del 11 de septiembre de 1973. Además, estuvo involucrada con Fluxus,  movimiento artístico relacionado con las artes visuales, la música y la literatura. Es una de las co-fundadoras de la Corporación Chilena de Video y Artes Electrónicas. Dentro de los materiales presentes en sus obras, es común ver el uso de desechos.

## Biografía
Su padre era Ernesto Rosenfeld, quien llegó a Chile en 1935 en un barco procedente de Alemania, y su madre Arsenia Villarreal, el matrimonio tuvo tres hijos: Rodolfo, Lotty y Patricia.
Estudió artes plásticas en la Universidad de Chile, donde fue alumna de Florencia de Amesti, Eduardo Vilches y Kurt Herdan.
En 2001 recibió el Premio Altazor de las Artes Nacionales en la categoría Grabado y Dibujo por Obra en Grabados Chilenos del Mercosur, galardón que volvió a ganar en 2003, esta vez en la categoría Instalación y Videoarte por Moción de Orden. En 2007, y con motivo del Día Nacional de las Artes Visuales, el Consejo Nacional de la Cultura y las Artes le realizó un homenaje a su obra.
Participó en varias exposiciones individuales y colectivas durante su carrera, entre ellas la III Bienal de Artes Gráficas de Cali (1975), la III Bienal de Grabado de San Juan en Puerto Rico (1976), la quinta versión del International Istambul Biennial en Turquía (1997), la V Bienal de Shanghái (2004), las muestras Frammenti d'Arte Contemporanea en el Palazzo Valentini de Roma (1988), Cartografías del Deseo del Museo Nacional Centro de Arte Reina Sofía en España (2000), Documenta 12 de Kassel en Alemania (2007), Chile Años 70 y 80 Memoria y Experimentalidad en el Museo de Arte Contemporáneo de Santiago (2011-2012), entre otras muestras en Chile, América Latina, Estados Unidos, Asia y Europa.

## Filmografía
Su filmografía está conformada por los siguientes trabajos:
| Año  | Título                                            | Rol                    | Notas                   | Ref.   |
| ---- | ------------------------------------------------- | ---------------------- | ----------------------- | ------ |
| 1979 | Una milla de cruces sobre el pavimento            | Directora              | Experimental            | [ 18 ] |
| 1981 | Traspaso cordillerano                             | Directora              | Experimental            | [ 19 ] |
| 1982 | Bolsa de comercio de Santiago                     | Directora              | Experimental            | [ 20 ] |
| 1982 | Una herida americana                              | Directora              | Experimental            | [ 21 ] |
| 1983 | Proposición para (entre) cruzar espacios límites  | Directora              | Experimental            | [ 22 ] |
| 1985 | Estación de rastreo NASA en Chile                 | Directora              | Experimental            | [ 23 ] |
| 1985 | Esta línea es mi arma                             | Directora              | Experimental            | [ 24 ] |
| 1985 | El padre mío                                      | Directora              | Experimental            | [ 25 ] |
| 1985 | Paz para Sebastián Acevedo                        | Directora              | Experimental            | [ 26 ] |
| 1985 | Ay de los vencidos                                | Directora              | Experimental            | [ 27 ] |
| 1987 | – I +                                             | Directora              | Experimental            | [ 28 ] |
| 1989 | Cautivos                                          | Directora              | Experimental            | [ 29 ] |
| 1991 | Chile: Historia del Sufragio femenino (1889-1949) | Directora              | Cortometraje documental | [ 30 ] |
| 1991 | Nicanor Parra 91                                  | Directora y guionista  | Cortometraje documental | [ 31 ] |
| 1993 | Colectivo Acciones de Arte (CADA)                 | Directora              | Cortometraje documental | [ 32 ] |
| 1993 | May Day                                           | Directora              | Experimental            | [ 33 ] |
| 1993 | Sobreseimiento                                    | Directora              | Experimental            | [ 34 ] |
| 1996 | Altazor                                           | Directora              | Experimental            | [ 35 ] |
| 1997 | Operaciones                                       | Directora              | Experimental            | [ 36 ] |
| 1997 | By pass                                           | Directora              | Experimental            | [ 37 ] |
| 1997 | Mujer, Política y Sociedad, 1950-73               | Directora y productora | Cortometraje documental | [ 38 ] |
| 1998 | El empeño latinoamericano                         | Directora              | Experimental            | [ 39 ] |
| 1999 | Roser Bru 1999                                    | Directora y productora | Cortometraje documental | [ 40 ] |
| 2001 | La guerra de Arauco                               | Directora              | Experimental            | [ 41 ] |
| 2001 | Tajo abierto en la memoria                        | Directora              | Cortometraje documental | [ 42 ] |
| 2001 | ¿Quién viene con Nelson Torres?                   | Directora              | Experimental            | [ 43 ] |
| 2002 | Moción de orden                                   | Directora              | Experimental            | [ 44 ] |
| 2006 | Cuenta Regresiva                                  | Directora              | Experimental            | [ 45 ] |

## Premios y reconocimientos
Lotty Rosenfeld obtuvo los siguientes reconocimientos durante su vida:
- 1978 - Primer Premio de Grabado. Salón Nacional, Museo de Arte Contemporáneo, Universidad de Chile, Santiago, Chile.
- 1981 - Gran Premio de Honor. Concurso Colocadora Nacional de Valores, Museo Nacional de Bellas Artes, Santiago, Chile.
- 1981 - Beca de Viaje Interamerican Foundation y Fundación Ford.
- 1982 - Premio Especial del Jurado. First Tokyo International Video Biennal, Japón.
- 1993 - Beca de la Fundación Andes, Santiago, Chile.
- 1995 - Premio Anual del Círculo de Críticos de Arte, Mención Gráfica, Chile.
- 2001 - Premio Altazor Artes Visuales, Santiago, Chile.
- 2001 - Beca de la Fundación Ford.
- 2001 - Concurso Nacional Premio Paoa al mejor cortometraje, 13º Festival Internacional de Cine de Viña del Mar, Chile.
- 2002 - Premio del Círculo de Críticos de Arte de Chile.
- 2003 - Premio Altazor, Mención Instalación y Videoarte, Santiago, Chile.
- 2003 - Beca de la Fundación Ford.
- 2007 - Homenaje a Lotty Rosenfeld en Día de las Artes Visuales, Consejo Nacional de la Cultura y las Artes, Santiago, Chile.